# Lioudmil Staïkov
Lioudmil Ivanov Staïkov (en bulgare : Людмил Иванов Стайков ; SBOTCC : Lyudmil Ivanov Staykov), né le 18 octobre 1937 à Sofia, est un réalisateur bulgare.
Il a mis en scène six films de 1972 à 1988. Il remporte le prix d'or du huitième festival international du film de Moscou 1973 avec Affection (Обич).

## Filmographie
- 1972 : Affection (Обич)
- 1976 : Amendement à la loi pour la défense de l'État (bg) (Допълнение към Закона за защита на държавата)
- 1980 : Illusion (bg) (Илюзия)
- 1981 : Khan Asparoukh
- 1984 : 681 : La Gloire du khan (bg) (681 – Величието на хана)
- 1988 : Temps de violence (Време на насилие)